# AC Mestre
AC Mestre (wł. Associazione Calcio Mestre Società Sportiva Dilettantistica) – włoski klub piłkarski, mający siedzibę w mieście Mestre, w północno-wschodniej części kraju, grający od sezonu 2018/19 w rozgrywkach Serie D.

## Historia
Chronologia nazw:
- 1927: Unione Sportiva Mestrina – po fuzji klubów AC Mestre, Mestre FBC, Spes, Libertas
- 1933: klub rozwiązano
- 1934: Associazione Fascista Calcio Mestre
- 1945: Unione Sportiva Mestrina
- 1980: Associazione Calcio Mestre
- 1987: klub rozwiązano – po przejęciu przez Calcio Venezia S.r.l.
- 1991: Unione Sportiva Malcontenta-Mestrina
- 1993: Mestre Calcio
- 2003: klub rozwiązano
- 2003: Associazione Sportiva Mestre
- 2004: Associazione Calcio Mestre Associazione Sportiva Dilettantistica
- 2005: Associazione Calcio Mestre – po fuzji z AC Martellago
- 2015: Società Sportiva Dilettantistica Associazione Calcio Mestre – po reorganizacji FC Union Pro
- 2017: Associazione Calcio Mestre S.r.l.
- 2018: Associazione Calcio Mestre Società Sportiva Dilettantistica

Klub sportowy US Mestrina został założony w miejscowości Mestre w październiku 1927 roku w wyniku fuzji czterech miejskich klubów AC Mestre, Mestre FBC (zał. w kwietniu 1927), Spes i Libertas. W sezonie 1927/28 zespół debiutował w rozgrywkach Terza Divisione Veneto (D4), zdobywając awans do Seconda Divisione. W 1931 zespół awansował do Prima Divisione (D3), która pozostała trzecim poziomem, po wprowadzeniu w 1929 Serie A i Serie B.
Po zakończeniu sezonu 1932/33 klub z powodu problemów finansowych zrezygnował z dalszych rozgrywek i został rozwiązany. W 1934 roku faszystowskie władze miasta przywracają klub pod nazwą AFC Mestre, który startował w Terza Divisione Veneto (D5). W 1935 awansował do Prima Divisione (D4), a w 1938 do Serie C. W 1944 wystąpił w wojennych mistrzostwach Veneto, zajmując piąte miejsce w grupie A.
Po kolejnym przymusowym zawieszeniu mistrzostw spowodowanych przez II wojnę światową, w 1945 roku klub przywrócił nazwę US Mestrina i został zakwalifikowany do Serie C Alta Italia. Sezon 1946/47 rozpoczął w rozgrywkach Serie B, ale nie utrzymał się w niej i spadł z powrotem do Serie C. W 1952 roku został zdegradowany do IV Serie (D4), a w 1955 wrócił do Serie C. W 1968 spadł do Serie D, a w 1974 ponownie wrócił do Serie C, ale tylko na rok. W 1978 po kolejnej reorganizacji systemu lig klub został zakwalifikowany do Serie C2 (D4). W 1980 roku klub zmienił nazwę na AC Mestre. W 1982 otrzymał promocję do Serie C1, a rok później został zdegradowany do Serie C2.
W 1987 klub został kupiony przez Maurizio Zampariniego, byłego prezydenta Calcio Venezia S.r.l., który „połączył” oba kluby: tak powstał klub piłkarski o nazwie Venezia-Mestre. Dwa lata później nazwa „Mestre” znikła z nazwy klubu. Klub sportowy z Mestre został następnie wchłonięty przez klub z Wenecji w 1990 roku, uwalniając tym samym nazwę „Mestre” w Federacji.
W 1991 roku klub US La Malcontenta, który akurat zdobył awans z Promozione Veneto do Eccellenza Veneto (D6), przyjął nazwę US Malcontenta-Mestrina. W 1993 klub zmienił nazwę na Mestre Calcio. W 1995 zespół awansował do Campionato Nazionale Dilettanti, a w 1996 do Serie C2. Po zakończeniu sezonu 2002/03 klub został zdegradowany do Serie D, ale potem ogłosił upadłość z powodu trudności finansowych.
W 2003 klub został reaktywowany z nazwą AS Mestre i startował w rozgrywkach Terza Categoria Veneto (D10). W 2004 otrzymał promocję do Seconda Categoria Veneto, zmieniając nazwę na AC Mestre ASD. W 2005 zdobył awans do Prima Categoria Veneto, ale po fuzji z AC Martellago z nazwą AC Mestre awansował do ligi wspólnika – Promozione Veneto (D7). w 2007 spadł na rok do Prima Categoria Veneto. W 2010 ponownie spadł do Prima Categoria Veneto. W 2015 został promowany do Promozione Veneto, ale następnie przeprowadzono kilka reorganizacji. Klub z Mestre przeniósł się do Spinea i zmienił nazwę na ASD FC Spinea 1966; w tym samym czasie FC Union Pro przeniósł swoją siedzibę do Mestre i zmienił nazwę na SSD AC Mestre; inny klub z Mestre Mestrina 1929 (ex Edo Mestre) przeniósł się do Mogliano Veneto i zmienił nazwę na FC Union Pro.
Sezon 2015/16 zespół z Mestre rozpoczął w Serie D, aby w 2017 awansować do Serie C, po czym nazwa klubu została zmieniona na AC Mestre S.r.l. 24 lipca 2018 roku klub zwolnił swoich profesjonalnych zawodników i dobrowolnie został zdegradowany o dwie klasy z Serie C do Eccellenza Veneto, przyjmując nazwę AC Mestre SSD. W 2018 zespół awansował do Serie D.

## Barwy klubowe, strój
|  |  |

Klub ma barwy pomarańczowo-czarne. Zawodnicy domowe spotkania zazwyczaj grają w pomarańczowych koszulkach, czarnych spodenkach oraz pomarańczowych getrach.

## Sukcesy

### Trofea międzynarodowe
Nie uczestniczył w rozgrywkach europejskich (stan na 31-05-2020).

### Trofea krajowe
| \| \| Zdobyte trofea w rozgrywkach Włoch (stan na: 31-08-2020) \| |                                                          |      |                  |
| Rozgrywki                                                         | Osiągnięcie                                              | Razy | Sezon(y)         |
| · Mistrzostwo                                                     | I miejsce                                                | 0    |                  |
| · Mistrzostwo                                                     | II miejsce                                               | 0    |                  |
| · Mistrzostwo                                                     | III miejsce                                              | 0    |                  |
| · Puchar                                                          | zdobywca                                                 | 0    |                  |
| · Puchar                                                          | finalista                                                | 0    |                  |
| · Puchar                                                          | 1/128 finału                                             | 2    | 1940/41, 1958/59 |
| II liga                                                           | I miejsce                                                | 0    |                  |
| II liga                                                           | II miejsce                                               | 0    |                  |
| II liga                                                           | III miejsce                                              | 0    |                  |
| II liga                                                           | 18.miejsce                                               | 1    | 1946/47 (B)      |
| Włochy                                                            | Zdobyte trofea w rozgrywkach Włoch (stan na: 31-08-2020) |      |                  |

- Serie C (D3):
  - mistrz (2x): 1945/46 (A), 1947/48 (H)
  - wicemistrz (1x): 1939/40 (A)
  - 3.miejsce (1x): 1961/62 (A)

## Piłkarze, trenerzy, prezydenci i właściciele klubu

### Prezydenci
...
- 1938–1943:  Giuseppe Franchin

...
- od 2014:  Stefano Serena

## Struktura klubu

### Stadion
Klub piłkarski rozgrywa swoje mecze domowe na Stadio Francesco Baracca w mieście Mestre o pojemności 2 tys. widzów.

### Derby
- AC Legnano
- SS Maceratese
- Calcio Padova
- Venezia FC